# Einherjer
Einherjer (norrønt: einherjar i flertal, einheri i ental, bogs. 'enmandshær') er i nordisk mytologi vikingekrigere der er faldet ærefuldt i kamp og fundet værdige af Valkyrierne til at bo i Valhal. 
Einherjerne øver sig i kamp hver eneste dag på Idasletten foran Valhal. Hvis nogle bliver sårede, heles de igen inden aftenens drikkegilde i Valhals store sal, så alle kan more sig og være klar til næste dags kamp.
Ved Ragnarok kæmper einherjerne mod jætterne.